# The Taxi Driver
Pour les articles homonymes, voir Taxi Driver (homonymie).
Ne doit pas être confondu avec Taxi Driver.
Pour plus de détails, voir Fiche technique et Distribution.
The Taxi Driver (Dik si daai liu) est un film hongkongais réalisé par Pao Hsueh-li, sorti le 28 août 1975.

## Synopsis
David Chiang parcourt les rues malfamées dans le rôle de Chen Kuang, un chauffeur de taxi dont les aventures révèlent la verve de Hong Kong avec esprit, compassion et beaucoup d'action...

## Fiche technique
- Titre : The Taxi Driver
- Titre original : Dik si daai liu
- Réalisation : Pao Hsueh-li
- Scénario : Chin Shu-mei et Ni Kuang
- Production : Inconnu
- Studio de production : Shaw Brothers
- Musique : Inconnu
- Photographie : Inconnu
- Montage : Inconnu
- Pays d'origine :  Hong Kong
- Format : Couleurs - 2,35:1 - Mono - 35 mm
- Genre : Drame
- Durée : 94 minutes
- Date de sortie : 
  -  Hong Kong : 28 août 1975

## Distribution
- David Chiang : Chen Kuang
- Lin Chen-chi
- Wong Chung
- Lam Jan Kei
- Tung Lam

## Autour du film
- Le film est sorti un an avant le Taxi Driver de Martin Scorsese.